# Лесная улица (Петергоф)
Лесна́я у́лица — улица в городе Петергофе Петродворцового района Санкт-Петербурга. Проходит от улицы Первого Мая до Гостилицкого шоссе (фактически улица заворачивает к Старо-Гостилицкому шоссе, но этот соединяющий участок названия не имеет).
Первое время, с начала XX века, носила название Тро́ицкая улица, поскольку выходит к Троицкой горе. Сейчас в Петергофе есть другая Троицкая улица.
В 1920-х годах улицу переименовали в Лесную в ряду других примеров одновременной замены дореволюционных названий улиц в этой части Петергофа на абстрактные (см. также Дачная улица, Кооперативная улица, улица Первого Мая).
В начале 1980-х годов участок возле Ботанической улицы вошел в состав территории Института молекулярной биологии (Ботаническая улица, 17).
В настоящее время Лесная улица состоит из двух фрагментов, отделённых друг от друга территорией бывшего Института молекулярной биологии (ныне это НИИ молекулярной генетики и молекулярной биологии СПбГУ). Проектом планировки предполагается, что разрыв увеличится ради строительства «объекта социального обеспечения». Зато Лесную улицу планируется соединить переулком с Дачной улицей.

## Перекрёстки
- Улица Первого Мая
- Ботаническая улица
- Широкая улица